# Hanna Outakoski
Hanna Maarit Outakoski, född 29 januari 1978, är en finländsk-samisk språkforskare.

## Forskning
Outakoski, som är universitetslektor vid Institutionen för språkstudier vid Umeå universitet, började som syntaxforskare med inriktning på nordsamisk bindningteori och olika villkor för förhållandet mellan till exempel ett reflexivt pronomen och det ord det refererar till. Hon har även arbetat med kausativa verb i nordsamiskan.
Hon har senare flyttat sitt fokus till språklärande, där hon arbetat med distansundervisning med  hjälp av VR-verktyg,, och till forskning på hur den samiska skrivprocessen påverkar både inlärning och skriftkulturen som helhet. Temat för Outakoskis doktorsavhandling från 2015 var utvecklingen av skriftliga färdigheter hos flerspråkiga samiska skolbarn. Hon har senare arbetat med mer allmänna frågeställningar.